# Gerinne 613988
Gerinne 613988 ist ein 1200 Meter langer Gebirgsbach im Ort Zeiringgraben, der einen hinteren Bereich des gleichnamigen Tals durchfließt und in den Zeiringbach mündet.